# Trichopsathyrus modestus
Trichopsathyrus modestus är en skalbaggsart som först beskrevs av William Lucas Distant 1898.  Trichopsathyrus modestus ingår i släktet Trichopsathyrus och familjen långhorningar. Inga underarter finns listade i Catalogue of Life.